# Ahmed Elias
Ahmed Ali Elias (Ammán, 1990. november 9. –) jordániai válogatott labdarúgó, az Al-Wahdat középpályása, de a palesztin származású játékos csatárként is bevethető.

## Pályafutása

### A válogatottban
2012 óta tagja a jordán válogatottnak, amellyel a  2015-ös Ázsia-kupán is részt vett.

## Statisztika

### A válogatottban
Frissítve: 2016. november 15-én.
| Jordánia | Jordánia | Jordánia |
| Év       | Mérk.    | Gólok    |
| -------- | -------- | -------- |
| 2012     | 1        | 0        |
| 2014     | 2        | 0        |
| 2015     | 5        | 0        |
| 2016     | 3        | 0        |
| Összesen | 11       | 0        |